# Мезоамерикански пирамиди
Мезоамериканските пирамиди са най-значимите древни архитектурни паметници в Мезоамерика. Имали са различно функционално предназначение.
Най-голямата мезоамериканска пирамида е с най-големия обем в света и се намира в Чолула.
Създаването на т.нар. мезомарикански пирамиди протича в различно време, ангажирайки различни мезоамерикански народи. Първите такива мезоамерикански съоръжения са на олмеките и сапотеките, а първият и най-значим архитектурно-пирамидален мезоамерикански комплекс е Теотиуакан.